# Фомичёв, Василий Сергеевич
Василий Сергеевич Фомичёв (10 августа 1926, Барнаул — 8 ноября 1999, Барнаул) — советский футболист и футбольный тренер. Под его руководством барнаульское «Динамо» провело более 680 матчей. Заслуженный тренер РСФСР (1968).

## Биография
В качестве игрока начинал выступать в барнаульских коллективах физкультуры «Зенит» (БСЗ) и «Динамо», в составе динамовцев — обладатель Кубка Алтая 1948 года. В 1948 году поступил в Ленинградский военный институт физической культуры имени В. И. Ленина, выступал за его команду[уточнить] в соревнованиях КФК и провёл один матч в Кубке СССР. В 1952 году был в составе команды города Калинина, игравшей в классе «А», но ни разу не вышел на поле. В 1953 году стал обладателем Кубка Советской Армии в составе ОДО (Новосибирск). В 1954 году вернулся в Барнаул и в составе местного «Спартака» стал обладателем Кубка Алтайского края 1954 года.
С середины 1950-х годов работал тренером в барнаульских командах «Урожай» и «Спартак». После создания в городе команды мастеров («Темп», позднее — «Динамо») в 1957 году, был назначен её главным тренером, и бессменно возглавлял команду в течение 13 сезонов (1957—1969). В 1963 и 1964 году барнаульский «Темп» под его руководством побеждал в зональных турнирах класса «Б». В 1968 году Фомичёву присвоено звание заслуженного тренера РСФСР. В 1959 году сборная Алтайского края под его руководством вошла в четвёрку лучших на Спартакиаде народов РСФСР.
В 1969 году тренер был отправлен в отставку, после этого некоторое время работал с командами из Новосибирска — «Сибэлектротяжмаш» и «Дзержинец». В 1971—1972 годах возглавлял ведущий клуб города — «Чкаловец». Затем вернулся в Барнаул и тренировал команду КФК «Локомотив».
В 1979 году снова назначен главным тренером барнаульского «Динамо». В 1980 и 1981 годах приводил команду к победам в зональном турнире второй лиги. В 1981 году привёл команду к бронзовым медалям чемпионата РСФСР. В 1985 году отправлен в отставку.
Всего под руководством Фомичёва барнаульское «Динамо» провело 19 сезонов, сыграв за это время около 680 матчей.
В 1993—1994 годах входил в тренерский штаб клуба второй лиги России «Политехник-92» (Барнаул).
Тренировал команду по хоккею с шайбой «Спартак»/«Мотор» Барнаул (1954—1959, 1961—1962).
Тренировал команду по хоккею с мячом «Восход» (Новоалтайск).
Скончался в Барнауле 8 ноября 1999 года на 74-м году жизни.
Ежегодно в Барнауле проводится традиционный турнир памяти Василия Фомичёва, всего проведено более 17 турниров.